# Farmacia Gibert

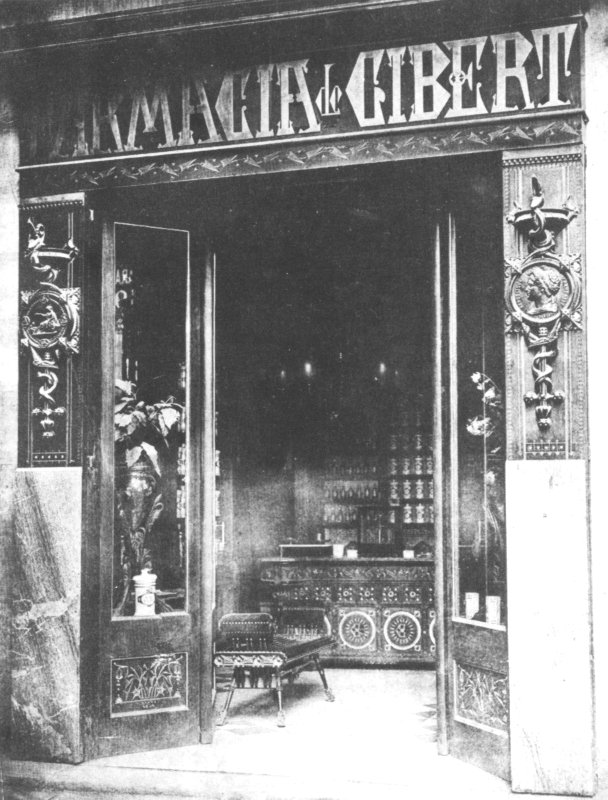
Farmacia Gibert

La Farmacia Gibert fue un establecimiento situado en Barcelona, actualmente desaparecido, recordado principalmente porque su mobiliario y decoración fue realizado por el arquitecto modernista Antoni Gaudí. Obra de 1879, fue una de las primeras realizaciones del arquitecto al finalizar la carrera. 

## Historia
Antoni Gaudí (Reus o Riudoms, 1852-Barcelona, 1926) cursó arquitectura en la Escuela de la Lonja y en la Escuela Técnica Superior de Arquitectura de Barcelona, donde se graduó en 1878. Una vez obtenido el título de arquitecto, sus primeros trabajos fueron unas farolas para la plaza Real, el proyecto de Quioscos Girossi, la vitrina para la Guantería Esteban Comella y el mobiliario para la capilla-panteón del palacio de Sobrellano en Comillas, todos del mismo año de su graduación, así como la Cooperativa Obrera Mataronense (1878-1882), que fue su primer encargo importante, aunque no se llegó a materializar en su conjunto, ya que solo se construyó una nave. Sus siguientes realizaciones fueron el mobiliario de la Farmacia Gibert (1879) y las obras para la Congregación de Jesús-María en Barcelona y Tarragona (1879-1881).

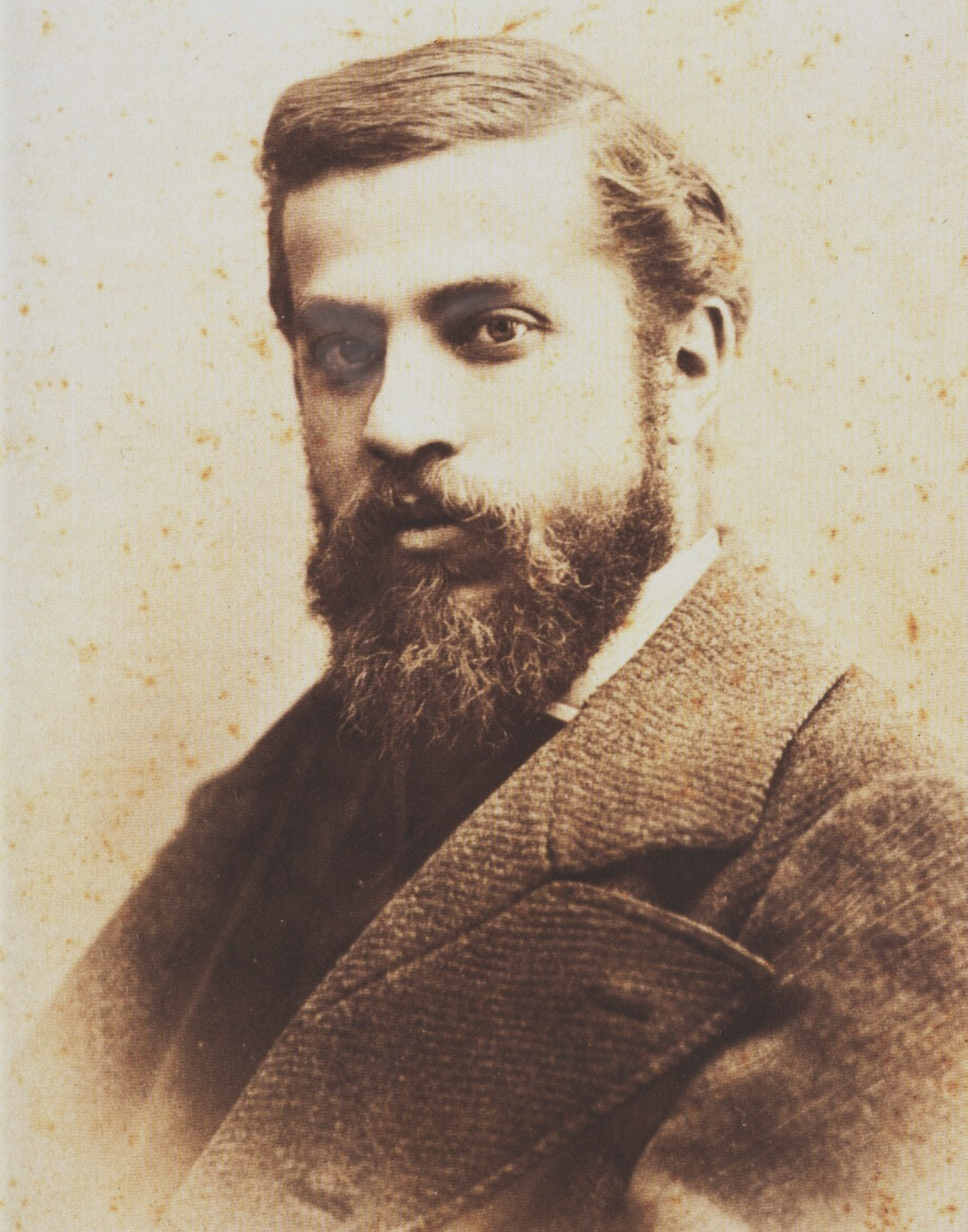
Antoni Gaudí

Según la mayor parte de la bibliografía, la farmacia se hallaba en el número 2 del paseo de Gracia, en la confluencia con la calle Fontanella, justo en la frontera entre la parte antigua de la ciudad y el nuevo Ensanche proyectado por Ildefonso Cerdá. Este lugar no existe actualmente, ya que con posterioridad se abrió la plaza de Cataluña —no prevista en el proyecto cerdiano—, que desplazó el inicio del paseo de Gracia hasta la confluencia con la ronda de San Pedro. Sin embargo, según una nota aparecida en el periódico La Publicidad el 12 de diciembre de 1879, relativa a la inauguración del establecimiento, se hallaba en la calle Canuda 37.
Gaudí recibió el encargo para su decoración de parte del dueño, el boticario Joan Gibert Soler. Es probable que el mediador fuese Eusebi Güell, el mecenas de Gaudí, cuyo padre, Joan Güell, era oriundo de Torredembarra, localidad de origen de los Gibert. El arquitecto elaboró un proyecto de marcado carácter ornamental, como sería característico en su obra posterior, así como con un fuerte componente simbólico, relativo especialmente a la simbología farmacéutica, como ya había desarrollado en las farolas de la plaza Real, decoradas con los atributos del dios Mercurio, en alusión al Comercio. El establecimiento cerró en 1889, al fallecimiento del propietario.
De este proyecto subsiste una fotografía, que era propiedad del discípulo y biógrafo de Gaudí, Josep Francesc Ràfols, cuya viuda la donó a la Cátedra Gaudí. Es por ella que se conocen algunos detalles del trabajo realizado por Gaudí: el rótulo tenía la inscripción «Farmacia de Gibert», con una tipografía habitual de la primera época del arquitecto, decorado con un friso de motivos vegetales que recuerda a la ornamentación del mobiliario realizado por el arquitecto para Comillas. La puerta tenía dos batientes, acristaladas, así como dos vitrinas laterales con paneles inferiores de decoración incisa en la madera, también florales y que recuerdan el pupitre que Gaudí diseñó para su despacho en 1878. En una de las vitrinas se ve un pote farmacéutico de porcelana con la inscripción Aloes succotr (de Aloe succotrina). En los montantes de la puerta había unos zócalos de mármol sobre los que se ubicaban unos paneles de madera tallados con los símbolos de la Farmacia, unas serpientes enrolladas alrededor de una copa, como símbolo de Asclepio, dios de la Medicina. En su parte central, tienen unos medallones que representan, el de la izquierda, una figura femenina sentada y, el de la derecha, una cabeza coronada de laurel, junto con la leyenda République française. Paris. Se trata de las dos caras de una medalla otorgada como premio en la Exposición Universal de París de 1878. Realizados en hierro colado, fueron seguramente elaborados en los talleres de Eudald Puntí, con el que solía colaborar el arquitecto. En el interior se ve en primer término un banco de madera con patas inclinadas y brazos de terciopelo, con asiento de machihembrado de madera. El mostrador estaba realizado de marquetería, decorado con formas geométricas. Sobre él se distinguen unas balanzas y unos estantes con potes de farmacia. Del techo pendía una lámpara metálica con globos de cristal.